# 半球虎耳草
半球虎耳草（学名：Saxifraga hemisphaerica）为虎耳草科虎耳草属下的一个种。其种加词“hemisphaerica”意为“半球的”。